# Miszoleves
A miszoleves (japánul 味噌汁 [miszosiru], Hepburn-féle átírással misoshiru) egy tradicionális japán leves. A leves alapja a dasilé, melybe megpuhított miszopasztát kevernek. A többi hozzávaló változhat regionális és szezonális receptek, valamint személyes ízlés alapján.
A miszoleves egyike a japán konyha két alaplevesének – a másik a szuimono.

## Miszopaszta
Az, hogy melyik miszopasztát választják a leveshez, nagy hatással van mind a karakterére, mind az ízére. A miszopaszták (tradicionális japán ízesítő, amely a szójabab, só és kódzsikin (麹菌) gomba erjesztésével készül) három kategóriába sorolhatók: vörös (akamiszo), fehér (siromiszo) vagy kevert (avasze). Rengeteg variációjuk létezik, például régiók szerint; ilyen a Sinsú-miszo vagy a Szendai-miszo.
Az a miszopaszta, melyet tovább érleltek (vörös), erősebb, mélyebb ízt ad a miszolevesnek. A rövidebb ideig érlelt (fehér) miszopasztából készült levesnek könnyedebb, édeskés íze van.
Japán éves miszotermelésének több mint a 80%-a miszolevesbe kerül. Japán teljes lakosságának 75%-a naponta legalább egyszer fogyaszt miszolevest.

## Levesalap

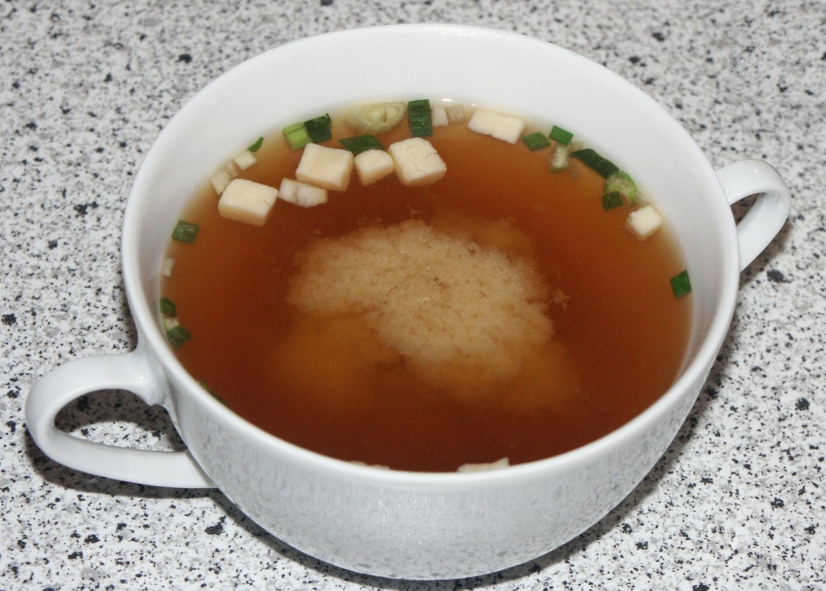
Miszoleves

A miszoleves alapja a dasi alaplé, amely nibosiból (szárított szardínia), kombuból (szárított tengeri moszat), kacuobusiból (szárított és füstölt tonhal) és szárított siitake gombából készül.
Japánon kívül, az amerikai vagy európai miszolevesek a miszopaszta és a nyugati stílusú zöldséges levesalap összekeverésével készülnek. A levesalap tartalmazhat olyan hozzávalókat is, mint például a sárgarépa, a sarjadékhagyma, a krumpli vagy a jégcsapretek. Néhány verzióban csirkés és nyugati stílusú halas levesalapokat is használnak, ám ezeket vita övezi; egyesek szerint az olyan recepteket, melyekből hiányzik a két alapösszetevő, nem hívhatjuk miszolevesnek.
Az Edo-korban a Fülöp-szigetekre menekült japán keresztények vitték magukkal a miszolevest.

## Szilárd hozzávalók
A japán szokás szerint a szilárd hozzávalókat úgy választják ki, hogy azok tükrözzék az évszakot; kontrasztot nyújtsanak színben, állagban és ízben is. Ezért a tofut vagy a sarjadékhagymát, melyeknek intenzívebb ízük van, másik lágyabb ízű hozzávalókkal keverik. Azokat a hozzávalókat, melyek lebegnek a leves tetején (mint a vakame alga) gyakran keverik olyanokkal, melyek elsüllyednek (mint például a burgonya). További hozzávalók lehetnek: különböző gombák, tengeri hínár, hagyma, garnélarák, halfélék, kagyló, jégcsapretek stb. Majdnem bármelyik tradicionális japán hozzávaló felhasználható a miszolevesben. 
Ha disznóhúst adnak a leveshez, azt tondzsirunak, azaz sertéshúslevesnek hívják.

## Elkészítés és tálalás
A miszoleves sokféleképpen készíthető el, ez függ a séftől és magától a leves stílusától is. A legtöbb japán recept szerint főként a gombát, a répát, a jégcsapretket, a halat, a tofut, valamint a burgonyát lassú tűzön főzött dasiban kell megpárolni. A miszót egy külön félretett dasiba kell tenni, meggátolva a miszót abban, hogy megfőjön, ami megváltoztatná az ízét, megölné a jótékony baktériumokat, és ezzel csökkentené az egészségre jó hatással levő tulajdonságait. Amikor a zöldségek és más hozzávalók megfőttek, az edényt le kell venni a tűzről, melyhez hozzáadhatjuk a külön félretett miszót. Végül beletesszük az olyan hozzávalókat, melyeket nem kell megfőzni, és tálalhatjuk a levest. 
Japánban a miszoleves és a fehér rizs alkotják a tradicionális reggeli alapját. A leves évszázadok óta mind a közemberek, mind a nemesség által kedvelt reggeli étel, ám sok másik fogás is a reggeli részét alkothatja. Ilyen például a tojás, a hal vagy a nattó (erjesztett szójabab). A levest általában lakkozott tányérban szolgálják fel. 
A levest magát közvetlenül a tányérból isszák, de a szilárd hozzávalókat evőpálcikával fogyasztják. A tányérhoz néha fedő tartozik, ami a meleget és az aromát magában tartja.

## Instant miszoleves
Az instant miszoleves egy személy számára elegendő kiszerelésekben kapható. Szárított por és paszta formában is elérhető. Általában apró, szárított hozzávalókat is tartalmaz, mint a tofu, az alga vagy a szójabab, melyek a forró víz hatására visszanyerik eredeti méretüket. Az instant miszolevesek igen népszerűek, leginkább a japán munkahelyeken, ahol ebédként fogyasztják őket. Japánon kívül is sok élelmiszerboltban megtalálhatóak, a szavatossági idejük körülbelül 3–12 hónap.

## Vappani
A vappani (わっぱ煮, Hepburn-féle átírással wappani) egy miszoleves alapú étel, amely egyedülálló módon a Niigata partján fekvő Awashima szigeten készítenek. Egy cédrusflaskát megtöltenek miszolevessel, valamint hallal és különböző zöldségekkel, majd forró kövek közé teszik, amelyek felmelegítik azt. Mivel a tűzből kivett kövek órákig megőrizhetik forróságukat, így nem kell közvetlenül tüzet használni az étel készítéséhez.

## Fordítás
Ez a szócikk részben vagy egészben  a   Miso soup című angol Wikipédia-szócikk fordításán alapul.  Az eredeti cikk szerkesztőit annak laptörténete sorolja fel. Ez a jelzés csupán a megfogalmazás eredetét és a szerzői jogokat jelzi, nem szolgál a cikkben szereplő információk forrásmegjelöléseként.